# Mombin-Crochu
Mombin-Crochu (haitański Monben Kwochi) – miasto w Haiti, w Departamencie Północno-Wschodnim; 31 556 mieszkańców (2009). Przemysł spożywczy.